# Фалцес
Фалцес (итал. Falzes) је насеље у Италији у округу Болцано, региону Трентино-Јужни Тирол.
Према процени из 2011. у насељу је живело 1754 становника. Насеље се налази на надморској висини од 1032 м.

## Становништво
Према резултатима пописа становништва 2011. у општини је живело 2.668 становника.
| 1931. | 1936. | 1951. | 1961. | 1971. | 1981. | 1991. | 2001. | 2011. |
| ----- | ----- | ----- | ----- | ----- | ----- | ----- | ----- | ----- |
| 985   | 1.126 | 1.120 | 1.221 | 1.455 | 1.756 | 2.049 | 2.255 | 2.668 |